# Paul Verhaegh
Paul Verhaegh, nascut l'1 de setembre de 1983 a Kronenberg, Limburg (Països Baixos), és un exfutbolista neerlandès que jugava com a lateral dret.

## Carrera
Verhaegh va començar la seua carrera a l'equip local del PSV Eindhoven, fent 33 aparicions en lliga mentre estava cedit a l'AGOVV Apeldoorn. Llavors se va transferir al FC Den Bosch en 2004, fent 32 aparicions en lliga, per acabar anant al SBV Vitesse després de la temporada 2004–05. Després de quatre anys, deixà Vitesse Arnhem i va signar un contracte per dos anys amb l'FC Augsburg el 27 de maig del 2010.

## Carrera internacional
Va ser membre de l'esquadra neerlandesa que va guanyar el Campionat de la UEFA sub-21 del 2006.
El 13 de maig de 2014 va ser inclòs per l'entrenador de la selecció dels Països Baixos, Louis Van Gaal, a la llista preliminar de 30 jugadors per representar aquest país a la Copa del Món de Futbol de 2014 al Brasil. Finalment va ser confirmat en la nòmina definitiva de 23 jugadors el 31 de maig.